# Nefertari
Nefertari je bila kraljica supruga, žena Ramzesa II., poznata po prikazima na zidovima hrama u Abu Simbelu koji je u njenu čast dao izgraditi faraon. Imala je velik utjecaj na njega. Ipak, nije bila jedina njegova žena, bilo ih je još četiri. Međutim, jedino je ona nosila superlativ "Najljepša od njih", što je bio pokazatelj njenog uzvišenog položaja.
Nefertarina uloga u politici bila je ogromna, o čemu svjedoče i titule uz njeno ime kao što su "Dama Gornjeg i Donjeg Egipta" kao i "Dama dvije zemlje".
Neki egiptolozi smatraju, da je kći Setija I. i time polusestra Ramzesa II. Drugi tvrde, da je Ahmosova praunuka, a po nekima - kći je Matnodžmetina, polusestre velike kraljice Nefertiti. Pouzdano se zna, da je bila supruga možda najmoćnijeg faraona ikada, Ramzesa II. Njeno ime nije spomenuto, kada se obilježavala tridesetogodišnjica faraonove vladavine, 1249. godine pr. Kr. te se zbog toga smatra, da je umrla ranije. 
U povijesti Egipta, nikada nijedan faraon nije odao toliku počast jednoj ženi, kao što je to bio slučaj s počastima koje je Ramzes II. dao Nefertari. Nijednoj se nije dala izgraditi grobnica takve ljepote i vrijednosti prije i poslije nje. Ona je ravnopravno prikazana s boginjama Hator i Izidom, što je bila najveća čast koja se mogla ukazati jednoj ženi u to vrijeme. Nije samo ova grobnica koja se naziva i "Grobnica ljepote" u Abu Simbelu, pokazatelj ljubavi i strasti Ramzesa II. On je Nefertari prikazao kao sebi ravnu što se vidi iz spomenika, gdje je njezina statua u visini njegove. To se do tada u Egiptu nikada nije dogodilo.
Nefertarina grobnica obnovljena je i otvorena za posjetitelje. Obnova je trajala dvadesetak godina.